# Церковь Пояса Пресвятой Богородицы
Це́рковь Поя́са Пресвято́й Богоро́дицы (араб. كاتدرائية السيدة العذراء أم الزنار‎) — сиро-яковитская православная церковь в Хомсе. Это одна из самых древних церквей в мире будучи построенная в I веке и названная в честь пояса Пресвятой Богородицы, частица которого хранится там. В середине XX-го века церковь была резиденцией Антиохийского патриарха, до того как его резиденция переехала в Дамаск. Ныне это резиденция сирийского православного архиепископа Хомса и Хамы.
Храм известен своим уникальным архитектурным стилем, будучи построенным из чёрного базальта как близлежайшая мечеть Халида ибн аль-Валида. Нынешнее сооружение датируется серединой XIX века, но оно построено на месте более древней церкви 59 года н. э. над подземной частью, где на глубине до 20 метров также есть источник пресной воды. По словам Росса Бернса, под церковью сохранились части фундамента сооружений времён Восточной Римской империи. По словам Джозефа Насраллы, существование церкви, посвященной Богородице, в Хомсе засвидетельствовано ещё в 478 году. 
В церкви находится почитаемая частица Святого пояса, который, как предполагается, является частью пояса Пресвятой Богородицы. 15 августа каждого года, во время празднования дня в честь Успения Пресвятой Богородицы, его вывозят из церкви и устраивают крёстный ход по близлежащим улицам. В церкви проводится несколько реставраций, самая крупная из которых была в конце XIX века, а затем в 1953 году во времена патриарха Антиохийского Игнатия Афрема.
Согласно преданию, во время погребения Богородицы не участвовал апостол Фома. Он был перенесён в Иерусалим из Индии после погребения Божией Матери и утверждал, что тела Богородицы нет во гробе. Когда апостолы открыли гробницу, чтобы он мог убедиться в погребении Божией Матери, тела Богородицы там не оказалось. Тогда Фома рассказал, что ему было явлено как Богородица возносится на небо и просил, чтобы Она дала ему Своё благословение. Тогда Богородица сбросила ему свой пояс, которым была опоясана. Около 400 лет пояс находился в Индии, где, согласно житию, принял мученическую смерть св. апостол Фома. В 476 году пояс был доставлен в Сирию и спрятан в алтаре древней церкви.

## История

### Древняя история
Строительство подземной церкви восходит к 59 году и она была похожа на подземный погреб, где тайно проводились богослужения из опасений гонений, которые могли устроить языческие римские правители. После того, как Эмеса стала резиденцией епископа, церковь стала местом его пребывания, первый епископ пробыл на своём посту сорок лет до своей смерти в 312 году. В 313 году христиане Эмесы начали строительство большой надземной церкви прямо над старой подземной церковью, стены были выложены из чёрного камня, а крыша была сделана из дерева, но у нас недостаточно информации о её длине и ширине, в VI—VII веках был произведён перенос келий. 
Согласно христианской традиции, в кельях жил апостол Фома, который перевёз Святой пояс в Индию, где пояс оставался в течение четырёх столетий, когда он был перенесён в Эдессу с останками святого Фомы, а затем в Эмесу в 476 году, а оттуда в Эмесу в 476 году, когда монах авид Аль-Торабдини принёс в церковь частицу пояса.

### Новое время
В 1852 году епископ Юлий провёл реконструкцию церкви, была убрана деревянная крыша и часть стен, нынешняя церковь имеет шестнадцать огромных колонн, восемь из которых находились в центре церкви, а остальные в её стенах, в центре был украшенный полуцилиндрический купол. Пояс был помещён в базальтовый ларец в центре алтаря, над которым они поместили камень и начертали на гаршуни дату обновления церкви и имена жертвователей, напомнив, что церковь датируется 59 годом. В 1901 году была пристроена нынешняя колокольня, в 1910 году по приказу османского султана Мехмеда V церковь была обновлена, а в 1953 году, во время патриаршества Игнатия Афрема, неф был существенно изменён; в 1954 году патриарх расширил церковь на запад и добавил крыло.

### Современность
Церковь была повреждена во время столкновений между мятежниками и силами безопасности во время беспорядков в Сирии в 2011–2012 годах. В 2012 году, как сообщается, столкновения нанесли значительный ущерб внешней части церкви. Церковь была восстановлена обширными усилиями верующих, после чего была совершена божественная служба.